# Kirílov (Vólogda)
Kirílov (ruso: Кири́ллов) es una ciudad rusa, capital del raión homónimo en la óblast de Vólogda.
En 2023, el territorio de la ciudad tenía una población de 7487 habitantes, de los cuales 7069 vivían en la propia ciudad y el resto repartidos en 26 pedanías: el pueblo (seló) de Goritsy y 25 localidades rurales despobladas o casi despobladas.
Se ubica unos 120 km al noroeste de la capital regional Vólogda, en un entorno natural de pequeños lagos en el interior del parque nacional Norte Ruso. El casco urbano se extiende sobre la costa del lago Síverskoye, unos 5 km al este del río Sheksná, en el tramo del río que une el lago Béloye con el embalse de Sheksná.

## Historia
En 1397, el monje Kiril (quien sería canonizado dos siglos más tarde como "San Cirilo del Lago Blanco"), procedente del monasterio Símonov de Moscú, fundó un nuevo monasterio en el norte del lago Síverskoye (entonces conocido como "Beloozersk" o "lago Blanco"), en torno al cual surgió la actual localidad de Kirílov. El monasterio Kirilo-Belozerski fue durante siglos uno de los principales lugares sagrados de la zona, integrado en una red monástica de la que también formaban parte el monasterio de Ferapóntov y el monasterio de Goritsy. El monasterio Kirilo-Belozerski funcionó también como fortaleza del principado de Moscú, y en tiempos del Zarato ruso llegó a convertirse en un monumento considerable con once iglesias.
Fue una localidad rural hasta 1776, cuando se estableció aquí la sede de un uyezd, el más nororiental de la gobernación de Nóvgorod. En 1777, Catalina II aprobó un planeamiento urbanístico para el desarrollo de la nueva ciudad, que pasó a utilizar parte del recinto amurallado del monasterio como prisión distrital. En el nuevo planeamiento, se creó una plaza de mercado en el centro de la ciudad, que llegó a albergar 150 tiendas. Al finalizar el siglo XIX, la ciudad tenía ya más de cuatro mil habitantes. La Unión Soviética ordenó el cierre del monasterio en 1924 y desde entonces pasó a funcionar como museo. En 1927 se fundó el raión de Kirílov, al definirse los raiones de la óblast de Leningrado. En 1937, el raión pasó a formar parte de la óblast de Vólogda.